# Устрека (Старорусский район)
У́стрека — деревня в Старорусском муниципальном районе Новгородской области, входит в Наговское сельское поселение.
Деревня расположена на южном побережье озера Ильмень, у места впадения в озеро реки Псижа, в 27 км (по автодороге) к северо-западу от Старой Руссы, в 2 км от деревни Борисово.

## История
О древнем заселении места, где расположена деревня, свидетельствуют находящиеся в километре к юго-востоку от Устреки древние захоронения — сопки. Деревня в Буряжском погосте Шелонской пятины впервые упоминается в писцовых книгах в 1499 году. В Новгородской губернии деревня относилась к Коростынской волости Старорусского уезда.
В период с 23 по 25 февраля 1943 года «Якутские стрелки» из 27-й армии Северо-Западного фронта здесь проводили наступательную операцию, в ходе которой соединение понесло невосполнимые потери.
До весны 2010 года Устрека входила в состав ныне упразднённого Борисовского сельского поселения.